# Манштедт
Манштедт (нем. Mannstedt) — община в Германии, в земле Тюрингия. 
Входит в состав района Зёммерда. Подчиняется управлению Буттштедт.  Население составляет 397 человек (на 31 декабря 2010 года). Занимает площадь 7,36 км².